# Надгробок Лаури Пшездецької

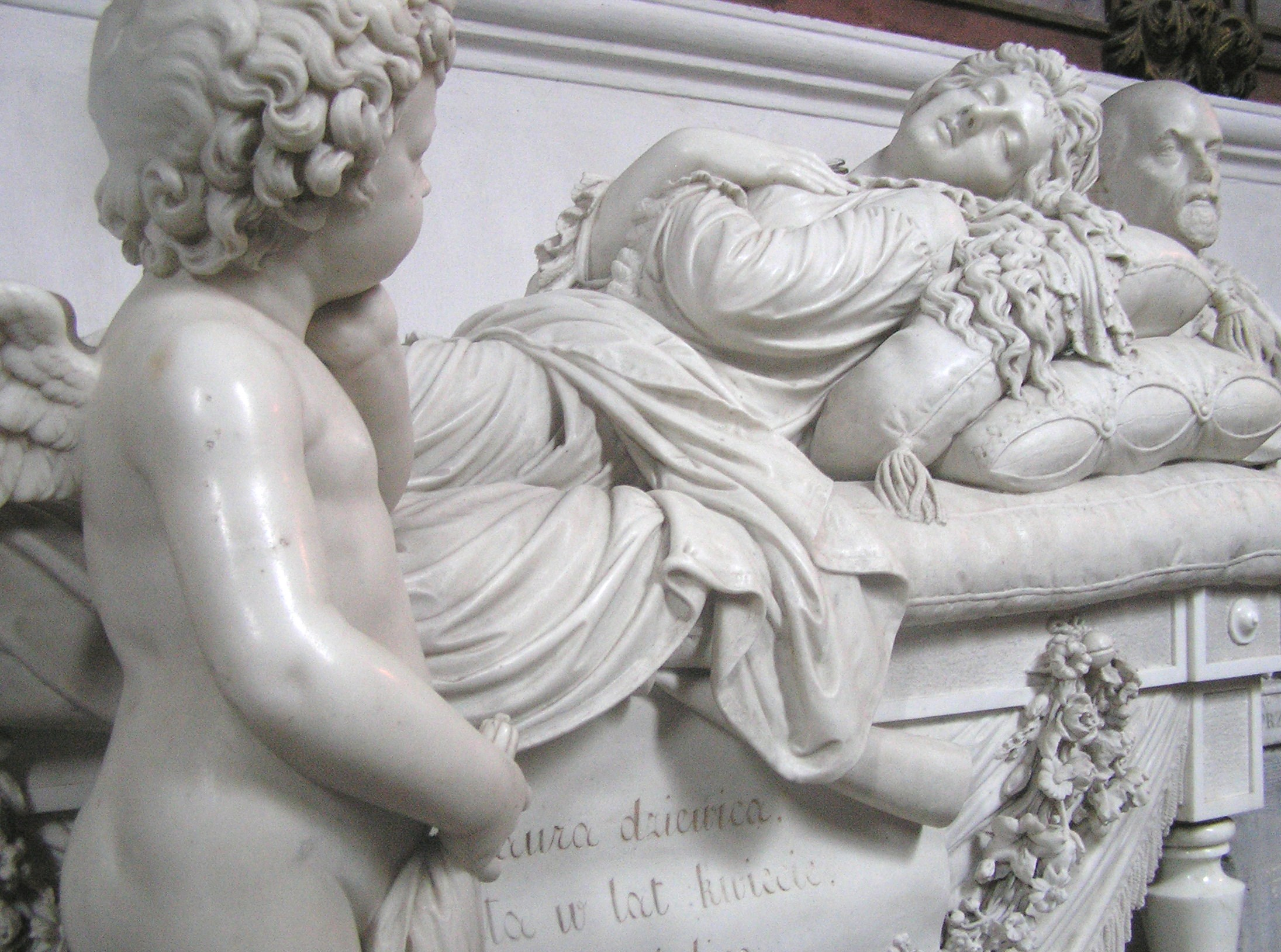
Фрагмент надгробку

Надгро́бок Ла́ури Пшезде́цької (Чорний Острів) — крижова скульптурна композиція Лаури Пшездецької (1853–1874), братової Олександра Пшездецького, в катедрі Святих Апостолів Петра і Павла в Кам'янці-Подільському.

## Історія скульптури
Монумент встановлено на могилі Лаури Пшездецької, що відійшла з життя через раптову смерть у 21-річному віці, в костелі Успіння Пресвятої Діви Марії в Чорному Острові. Автором надгробку вважають скульптора Віктора Бродзького.
1938 року надгробок перенесли до катедри Святих Апостолів Петра і Павла в Кам'янці-Подільському (на той час там розміщувався музей).

## Опис скульптури
Скульптурна композиція складається з ложа, на якому лежить подоба дівчини Лаури. У підніжжі монумента — розкрита книга; ліворуч ложа стоїть амур, що спостерігає сон панни. Зліва і справа від ложа на обніжжі встановлено бюсти батька Лаури — Карла і її сестри - Софії.
На надгробку вміщено напис: «Дівиця Лаура. Згасла в розквіті літ. Її прекрасне обличчя є найкращим у світі.»
Композиційно подібний надгробок авторства Віктора Бродзького встановлено на могилі Енедіни Джордано Санна на римському цвинтарі Кампо Верано.